# Сурхкух
Сурхкух (тадж. Сурхкӯҳ; до 2021 — Келинбоки, тадж. Келинбоқӣ) — деха́ (сельский населённый пункт) в Таджикабадском районе РРП Таджикистана. Входит в состав сельской общины (джамоата дехота) Калаи-Лабиоб. Расстояние от села до центра района (пгт Таджикабад) — 10 км, до центра джамоата (пгт Таджикабад) — 10 км. Население — 41 человек (2017 г.), таджики. Население в основном занято сельским хозяйством (животноводство и растениводство). Земли орошаются главным образом водами горных источников.